# Радио Вести
«Радио Вести» (укр. Ра́діо Ві́сті) — радіостанція інформаційно-розмовного спрямування. Початок роботи — 18 березня 2014 року. Власник — холдинг «Мультимедіа Інвест Груп». Спочатку з'явилася як виключно російськомовна радіостанція. Надалі, протягом наступних двох років, близько 80 % мовлення здійснювалося російською мовою, приблизно 20 % — українською мовою. З кінця жовтня частка україномовного контенту суттєво зросла в середньому на близько 50 % (сягаючи в окремі будні дні, наприклад, 1 листопада 2016 року, 80 % і більше).

## Історія створення
Проєкт створення радіостанції виник на початку липня 2013, коли стало відомо про те, що колишні головні редактори радіостанції Коммерсант FM Дмитро Солопов та Олексій Воробйов займуться запуском нової інформаційної радіостанції в Україні. Цю роботу їм запропонував власник «Мультимедіа Інвест Груп» Ігор Гужва.
Разом із ними до проєкту «Радіо Вести» приєднався Єгор Альтман (голова ради директорів рекламного синдикату «Hidalgo», президентом якого є Дмитро Солопов), який зайнявся маркетингом і комерційною складовою. Однак вони не знали, хто є інвестором цього проєкту. Офіційним власником у той час виявився Ігор Гужва. Проте де-факто ЗМІ пов'язували «Мультимедіа Інвест Груп» з українським олігархом Рінатом Ахметовим.
Радіостанція розпочала мовлення 18 березня 2014 в Києві (104,6 fm), Харкові (100,5 fm), Дніпрі (107,7 fm).
18 березня заступником головного редактора радіостанції призначено колишнього головреда «Коммерсант Україна» Валерія Калниша. Це відбулося через 5 днів після того, як «видавничий дім Коммерсант» ухвалив рішення про призупинення видання газети.
Восени 2014 холдинг Мультимедіа-інвест груп купив у «Першої української радіогрупи» чотири компанії: Онікс, Стильне радіо, Нота і КОМР, які володіють частотами в 17 областях країни, де мовили Перець FM, DJ FM і Best FM. Новим власником стала група Гужви, компанія «Медіа Інвест Плюс», що належить Тетяні Александровій (1 %, Тетяна — директор компанії і бенефіціар у кіпрському офшорі) і кіпрському офшору Nederman Limited (99 %), проте мовлення у 27 нових містах так і не розпочалося.
У серпні 2015 року змінилося керівництво радіостанції: генеральним продюсером стала Юлія Литвиненко, а головним редактором — Валерій Калниш. 1 вересня певною мірою змінилася програмна сітка, з'явилися нові програми та ведучі. Окрім того, у радіостанції з'явилися і нові власники — київські компанії «Медіа інвест плюс» (99 %) і «Айджі медіа Україна» (1 %).
Компанією «Айджі медіа України» володіє кіпрський офшор «Media Holding Vesti Ukraine», бенефіціаром якого зазначено Ігоря Гужву. Нагадаємо, пан Гужва залишив медіахолдинг, продавши свою частку, і звільнився з посади головного редактора газети. Директор «Media Holding Vesti Ukraine» змінився 6 серпня, цю посаду обійняла Олена Кічіпная. Статутний фонд компанії складає 50 млн грн.

## Концепція та редакційна політика
Радіо є інтерактивним, по буднях з 7 до 23 більше 90 % складають прямі ефіри, у вихідні та святкові дні — більше 50 %. Радіо позиціонується як «радіостанція новин та думок»: кожні 15 хвилин по буднях і кожні 30 хвилин у вихідні та святкові дні виходять випуски новин по 2-4 хвилини, протягом доби проводяться голосування на сайті і телефоном. Дзвінки не модеруються, проте в деяких програмах перевага надається слухачам певної професії чи з певних регіонів.
Протягом прямих ефірів зачитуються смс та повідомлення з сайту. Номери дописувачів, що допускають українофобські чи ксенофобські висловлювання, блокуються. Якщо гість говорить українською, радіоведучі іноді теж переходять на цю мову.
На відміну від газети «Вести» радіо раніше не проявляло жодних рис заангажованості чи тенденційності у висвітленні тем чи подій, займаючи так звану «зважену проукраїнську позицію». Зокрема, Кузьма Скрябін заявив, що це радіо — «єдина нормальна радіостанція України», Андрій Куликов та Микола Вересень називали цю станцію проукраїнською[джерело?].
Подібно до російського радіо «Ехо Москви» та телеканалу «Дождь» в ефірі радіо подаються різні точки зору. Особлива увага приділяється висвітленню позиції офіційних осіб, установ та організацій України. В той же час Нацрадою з питань телебачення та радіомовлення під приводом потрібності музичних, а не інформаційних радіостанцій не змінюються позивні (що раніше завжди робилося автоматично) та блокується поширення трансляції радіо на 27 міст, де радіо має викуплені частоти. За рішенням суду першої інстанції це рішення Нацради визнане протиправним, радіо дозволили мовлення у Маріуполі.
Заявляється, що радіо не має стосунку до однойменного джерела російської пропаганди «Радіо „Вести ФМ“», що є частиною російського медіахолдингу «Вести», головою якого є Дмитрій Кисельов. Натомість це прокремлівське радіо незаконно мовить у Донецькій та Луганській областях, Криму, Севастополі, а також в Одеській області з території Придністров'я.

## Критика та зміна концепції мовлення та редакційної політики
На думку журналіста Портникова, радіо було створено «творцями і учасниками проєктів інформаційної війни проти нашої країни».
Як стверджував Павло Шеремет, протягом перших двох років роботи радіо не мало цензури. Зі зміною власника на одіозного Олександра Клименка, редакційна політика попервах майже не змінилася. Час від часу на радіо можна було почути рекламу партії «Успішна Україна».
З кінця 2015 року радіостанцію почали залишати провідні журналісти, відомих своєю антипутінською позицією. Зокрема звільнилися Іван Літковський, Павло Новіков, Матвій Ганапольський, шеф-редактор Сакен Аймурзаєв,, Андрій Куликов, Олег Білецький. 24 червня радіо залишив Валерій Калниш, згодом — Юлія Литвиненко. Масове звільнення пояснювалося збільшенням тиску власника на редакцію для зміни редакційної політики у зв'язку з рішенням Олександра Клименка повернутися до Україну та продовжувати займатися політикою.
Жоден із працівників радіостанції своє звільнення не коментував. У квітні 2015 року в ефір запрошували Ірину Бережну з Партії регіонів та Миколу Азарова, який знаходиться у міжнародному розшуку.
20 червня 2016 року в прямому ефірі Дмитро Терешков заявив, що квоти щодо збільшення частки україномовної музики в радіоефірі низкою людей (дослівно — «багато ким») вважаються проявом «мікрофашизму», додавши, що українська влада фашистською не є.[неавторитетне джерело]
Замість Юлії Литвиненко генеральним продюсером радіостанції став Віталій Докаленко. Обурення серед колективу[неавторитетне джерело] і громадськості викликало інше призначення шеф-редактором колишньої співробітниці штабу Януковича та заступника головного редактора «Київського Телеграфа», що майже не була відома широким колам своєю журналістською діяльністю. Це була перша невдала спроба власників перейти до зміни політики.
Після призначення Гаврилова висловлювалась зверхньо та негативно щодо українських героїв війни та політиків, наприклад, щодо загибелі на фронті оперного співака Василя Сліпака, що загинув у складі ДУК «Правий сектор». Після зборів журналістського колективу та відкритого листа до власників з вимогами звільнити Гаврилову її було звільнено. Матвій Ганапольський так прокоментував це: «якби колектив не зайняв принципову позицію, то всі були б по вуха у ваті».
На радіостанцію з телеканалу 112 повернувся журналіст Олег Білецький (ведучий ранкового ефіру), з кінця жовтня 2016 року у програмному продукті радіостанції значно збільшилася частка української мови. Наприклад, нею стали вести тригодинний ранковий ефір.
29 грудня гендиректор медіахолдингу Ольга Семченко зробила заяву про можливе непродовження ліцензії на мовлення Нацрадою з телебачення та радіомовлення на наступний рік. Не продовжила ліцензію ТРВК «Мастер» (Харків), що володіла правами на мовлення «Радио Вести» у Харкові через чотири попередження і недотримання мовних квот. Серед інших причин були антиукраїнські висловлювання Тетяни Монтян під час прямого інтерв'ю та те, що власники радіостанції є невідомими особами.
Після припинення мовлення у Харкові низка журналістів заявили про звільнення: програмний директор Ірина Сінченко, шеф-редактор Ольга Куришко та чимало провідних ведучих: Дмитро Тузов, Олена Чабак, Олег Білецький, Юрій Мацарський, Сніжана Старовицька, Костянтин Дорошенко. Колектив не хотів працювати з новим керівництвом та в обмеженому форматі.
Радіо планувало перейти у полегшений режим мовлення, а замість трьох топ-менеджерів, які звільнилися, керувати радіостанцією стала Юлія Кугітко із закритого холдингом телеканалу UBR.
1 березня 2017 рок радіо припинило трансляцію у Харкові, на радіо відсутні прямі ефіри та транслювались записи програм. Єдиним винятком були новини, згодом мовлення окремих програм у прямому ефірі було відновлено.
3 березня 2017 року Національна рада з питань телебачення і радіомовлення проголосувала за припинення дії ліцензії «Радио Вести» на мовлення в Києві на частоті 104,6.

## Критика рішення Нацради та міжнародний розголос
Міжнародна федерація журналістів і Європейська федерація журналістів не побачили підстав для відмови Нацрадою у продовженні ліцензії радіостанції. Вони закликали Нацраду відновити мовлення раді та запобігти звільненню його працівників.
В.о. президента Спілки журналістів України Сергій Томіленко зазначив, що позбавлення ліцензії — прямий наслідок дій проти волі регулятора. «Ми підтримуємо прозорість власності ЗМІ, але усунення впливового медіа через суперечки з регулятором — це неприйнятно. Сто кваліфікованих журналістів і працівників ЗМІ втратили свої робочі місця і право спілкуватися з великою національною аудиторією», — сказав він.

## Вбивство Павла Шеремета і його робота на радіо
Павло Шеремет загинув 20 липня 2016 р. у Києві, в результаті вибуху автомобіля о 7:45 ранку, за 15 хвилин до початку ранкового ефіру, присвяченому допінговим проблемам у спорті. Машина вибухнула на розі вулиць Хмельницького та Франка.

## Обшуки в редакції медіахолдингу «Вести»
14 липня 2017-го Генпрокуратура і поліція під керівництва головного військового прокурора Анатолія Матіоса провели обшук в офісі медіагрупи «Вести» у Києві. Рейд було проведено в рамках розслідування розкрадання з боку екс-міністра податків і доходів Олександра Клименка. Під час обшуків співробітникам заборонили спілкуватися з представниками інших ЗМІ, начебто погрожуючи «прийти із обшуками додому». За словами одного з журналістів, силовики перевіряли мобільні телефони і не випускали з приміщення до закінчення обшуку.
Усього поряд з офісом знаходилось близько 80 озброєних силовиків. Матіос зазначив, що журналістів не обшукували, а допитували інших співробітників.. Журналісти в ефірі підтвердили обмеження роботи, проте зазначили, що співробітники «КОРДу» в цілому поводились толерантно.
Європейська федерація журналістів (EFJ) розцінила обшуки як спробу залякування. Генсекретар EFJ Рікардо Гутьєрреш висловив сумніви щодо доцільності методів та засобів обшукових дій:
 Міжнародна організація «Комітет захисту журналістів» (CPJ, Нью-Йорк) висловила схожі побоювання
У зверненні до Спілки журналістів України Голова ради директорів медіахолдингу «Вести Україна» Оксана Семченко сказала, що було порушено права журналістів: журналістів і медіа-працівників 16 годин утримували в офісі під наглядом озброєних людей, без можливості зв'язку і виконання професійних обов'язків.
Рада Європи присвоїла інциденту другий рівень загрози.
Шеф-редактор радіостанції Андрій Блинов 19 липня у програмі «Максимум думок» повідомив про імовірність арешту майна радіостанції та припинення віщання через відсутність доступу до обладнання.
Вночі 8 лютого три поверхи комплексу «Гуллівер», на одному з яких був розташовані офіси медіахолдингу, були зайняті співробітниками «АРМА» (Національного агентства з питань виявлення, розшуку та управління активами, отриманих від корупційних та інших злочинів), що заявило про перехід приміщень в його управління на основі судового рішення.
Журналісти заявили про наявність судового рішення, що дозволяє їм перебувати в орендованих приміщеннях, а також про недопуск їх на робочі місця. Натомість поліцейськими не були зупинені та були пропущені до студії невідомі особи без розпізнавальних знаків, що згодом заблокували студію та почали її погром за бездії правоохоронців та управлінців з «АРМА», представники якого заявили про неможливість доступу до поверху.
Були розпочаті судові провадження, журналісти звернулися до поліції з приводу порушення статті 171 Кримінального кодексу за фактом перешкоджання журналістській діяльності.
В день вторгнення вранці та вдень прямих ефірів на радіо не було, вийшов прямий вечірній ефір з резервної студії, наступного дня мовлення поновилося зранку так само в обмеженому форматі, без прийому дзвінків слухачів.

Шеф-редактор радіостанції Андрій Блинов 9 лютого повідомив: 
14 лютого 2018 журналісти радіо заявили про вимогу відставки глави «АРМА» та звернення до відповідних національних та міжнародних інституцій. Комітет захисту журналістів у Нью-Йорку висловив підтримку Холдингу і рішуче засудив силову атаку
15 лютого «АРМА» також заявило про перешкоджання їх діяльності, бо невідомі зі зброєю вигнали управителів з 33-го поверху бізнес-центру Гулівер Натомість компанія «Юнісон Груп», якій належить холдинг, звинуватила «АРМА» в спотворенні фактів щодо захоплення приміщень в БЦ «Гулівер»

За наступний місяць ситуація істотно не змінилася: доступ журналістів до основних студій у ТРЦ «Гулівер» не було поновлено, обладнання не було повернено, трансляція відбувалася в обмеженому форматі прямого ефіру без дзвінків у прямий ефір та гостей у студії.
15 березня було відновлена можливість дзвінків слухачів до студії, було відновлено студію в мінімально необхідному форматі, а за тиждень у студії почали гості, зокрема олімпійська чемпіонка Олена Підгрушна.

## Старт радіостанції-конкурента та припинення прямоефірного мовлення €Радіо «Вести»
18 березня 2018 року почало роботу радіо «НВ», що деякі слухачі вважали правонаступником «Вістей». Радіостанція стартувала на частотах радіо «Ера» у форматі, ідентичному до «Вістей», її очолив колишній головред радіо «Вести» Валерій Калниш, що привів за собою значну частину співробітників радіо «Вести», серед яких: Дмитро Тузов, Олег Білецький, Євгген Олефіренко, Дмитро Симонов, Юрій Пустовіт, Віктор Стельмах, Олексій Зарахович, Богдан Амосов, Євгенія Гончарук, Олена Чабак, Анна Ільницька, Костянтин Лінчевський, Ірина Сінченко, Ольга Куришко тощо та застосував програмну сітку, подібну до «Радіо Вести» зі значною частиною схожих програм та подібною концепцією, з новими назвами та досвідченими ведучими.
Наприкінці березня, після переобладнання нової студії, більшості співробітників радіостанції було неочікувано оголошено про непродовження контракту. 31 березня 2018 року радіо провело останні прямі ефіри у звичному форматі. Змушені залишити радіостанції були шеф-редактор радіостанції Андрій Блінов, а також останні ведучі перших прямих ефірів 18 березня 2014 року — Юрій Калашников, Олександр Сотников та Вадим Плачинда, а також співробітники інформаційної служби. Було заявлено про реорганізацію ЗМІ, про це заявила Марина Бердичевська, що очолила редакцію холдингу.
Бердичевська, яка до цього була з початку роботи ЗМІ оглядачем блогів та преси, а згодом автором та ведучою програм «Радио Вести», повідомила, що очолювана нею нова мультимедійна редакція включачатиме сайт, газету та процес трансформування радіо. Також вона зазначила, що «Радио Вести» припинило співпрацю не з усією командою, а з її частиною, але це не пов'язано з їхнім професіоналізмом.

З 1 квітня ефір був заповнений виключно повторами раніше записаних програм, навіть без випусків новин. Також Бердичевська заявила про новий формат ЗМІ та наступні зміни: 

## Остаточне припинення FM-мовлення
24 жовтня 2018 стало відомо, що останню ефірну частоту "Радіо «Вести» у Дніпрі придбав Співвласник і генеральний директор медіахолдингу «Люкс» («Люкс ФМ», канал «24», «Максимум ФМ») Роман Андрейко і у Дніпрі на частоті 107,7 МГц розпочне мовлення радіостанція «Радіо Максимум», що належить холдингу «Люкс». З цього моменту Радіо «Вести» припинило ФМ-мовлення остаточно і перейшло в рамках холдингу в епізодичний інтернет-формат, адже інша належна частота у Севастополі була захоплена російськими окупантами ще у березні 2014 року.

## Географія мовлення
Мовлення на FM-частотах:
- Дніпро — 107.7 МГц (до 24 жовтня 2018)
- Київ — 104.6 МГц (до 4 березня 2017)
- Харків — 100.5 МГц  (до 24 лютого 2017)

25 березня 2014, незабаром після анексії Росією Криму, прес-служба «Мультимедіа Інвест Груп» повідомила про те, що невідомі проникли в офісний центр в Севастополі, де розташовується апаратура підприємства УРС (Українські Радіосистеми), що забезпечує трансляцію радіосигналу на частоті 87,7 fm, і зажадали відключити передавач. Після цього мовлення станції в Севастополі було припинено.
Телевізійне мовлення: за допомогою супутника ASTRA.
Мобільне мовлення діє за допомогою TuneIn. До 1 квітня 2018 було доступним також мовлення в інтернеті на сайті радіостанції та каналі Youtube.

## Наявний програмний продукт на 31 березня 2018 року[76]
- «Час спорту з Вадимом Плачиндою» (рос. «Время спорта с Вадимом Плачиндой») — по буднях з 15:00 до 16:00[77]
- «Ранок на радіо „Вісті“» (рос. «Утро на радио „Вести“») по буднях з 8:00 до 10:00[78]
- «Гроші Блінова. Післямова» (рос. «Деньги Блинова. Послесловие»)  по буднях з 16:00 до 17:00[79]
- «Ланч-тайм» (рос."Ланч-тайм") — по буднях з 12:00 до 13:00.[80]
- «Персонажі» (рос. «Персонажи») — по суботах з 13:00 до 14:00[81]
- «Постфактум» (рос. «Постфактум») — по буднях з 19:00 до 20:00[82]
- «Ранковий ефір вихідного дня» (рос. «Утренний эфир выходного дня») по суботах з 10:00 до 12:00[83]
- «Максимум думок» (рос. «Максимум мнений») — по буднях з 18:00 до 20:00[84]
- «На піку подій» (рос. «На пике событий») — по буднях з 10:00 до 11:00[85]
- «Життєві історії з Ганни Сонцевої» (рос. «Жизненные истории Анны Солнцевой») — по п'ятницях з 20:00 до 21:00
- «Секс з Ганною Сонцевою» (рос. «Секс с Анной Солнцевой») — по суботах 20:00 до 21:00[86]
- «Лабораторія свідомості» (рос. «Лаборатория сознания») — по понеділках та середах з 20:00 до 21:00[87]
- «Соціум» (рос. «Социум») — по буднях з 11:00 до 12:00[88]
- «Тема дня» (рос. «Тема дня») — по буднях з 17:00 до 18:00[89]
- «Час» (рос. «Время») — по вівторках та п'ятницях з 13:00 до 14:00[90]
- «Діалоги» (рос. «Диалоги») — по середах та п'ятницях з 21:00 до 22:00.[91]
- «Вік-Енд у великому місці» (рос. «Уик-энд в большом городе») — по суботах з 18:00 до 19:00[92]
- «Політика від кутюр» (рос. «Политика от кутюр») — по суботах з 13:00 до 14:00.[93]
- «Зовнішній фактор» (рос. «Внешний фактор») — по четвергах 20:00 до 21:00[94]
- «Оголошую своєю справою» (рос. «Объявляю своим делом») — по середах з 13:00 до 14:00[95]
- «Несерйозна розмова» (рос. «Несерйозный разговор») — по понеділках з 13:00 до 14:00[96]
- «Таблиця М» (рос. «Таблица М») — по вівторках суботах з 21:00 до 22:00.[97]

## Програмний продукт лютий 2014— лютий 2017[76]

### Програми станом на 28 лютого 2017
- «Точка зору» (рос. «Точка зрения») — по буднях з 16:00 до 17:00.[98]
- «Свіжий погляд» (рос. «Свежий взгляд») — по буднях з 13:00 до 16:00[99].
- «Ранок на радіо „Вісті“» (рос. «Утро на радио „Вести“»)
- «Суперечливий ранок» (рос. «Спорное утро») з Дмитром Терешковим та Євгеном Олефіренком (рос."Дневной эфир з Дмитрием Терешковим и Евгением Олефіренко") — по буднях и вихідним з 10:00 до 12:00[100]
- «Ранковий ефір вихідного дня» (рос. «Утренний эфир выходного дня») по вихідних з 10:00 до 13:00
- «Вечірні новини» (рос."Вечерние новости") — по буднях з 18:00 до 19:00.
- «Нічні новини» (рос."Ночные новости") — по буднях з 22:00 до 23:00.
- «Година з психологом» (рос. «Час с психологом») — по вівторках і четвергах з 21:00 до 22:00, по суботах з 19:00 до 20:00, по неділях з 20:00 до 21:00.
- «Стельмах. Про Авто» — у суботу з 11:00 до 12:00. в неділю з 19:00 до 20:00.
- «Поза контекстом» (рос. «Вне контекста») — в суботу з 17:00 до 18:00.
- «Елементарно» (рос. «Элементарно») — по неділях з 14:00 до 15:00.[101]
- «Шоу Вересня» (рос. «Шоу Вересня») — з понеділка по четвер з 17:00 до 18:00[102]
- «Гроші Блінова» (рос. «Деньги Блинова») — по четвергах 19:00 до 20:00[103]
- «Ланч-тайм» (рос."Ланч-тайм") — по буднях з 12:00 до 13:00.
- «Вардаспорт» (рос. «Вардаспорт») — по суботах з 16:00 до 17:00.[104]
- «Культ Дорошенка» (рос. «Культ Дорошенко») — по середах з 21:00 до 22:00.
- «ДубльВ» (рос. «ДубльВ»)— по понеділках з 19:00 до 20:00.[105]
- «Людський фактор» (рос. «Человеческий фактор»)
- «МоваПромови»— по суботах з 13:00 до 14:00[106]
- «Циніки» (рос. «Циники»)
- «Тема дня» (рос. «Тема дня») — по вівторках та середах з 19:00 до 20:00[107]
- «Велике інтерв'ю» (рос. «Большое интервью»)— по суботах з 13:00 до 14:00.[108]
- «Постфактум» (рос. «Постфактум») — п'ятницях з 19:00 до 21:00[109]
- «Антропологія» (рос. «Антропология»)— по суботах з 18:00 до 19:00.
- «Хард & Софт» (рос. «Хард & Софт»)— по суботах з 12:00 до 13:00.[110]
- «Кіно з Алфьоровим» (рос. «Кино с Алфёровим») — четвергах з 20:00 до 21:00.[111]
- «Суботня лапша» (рос. «Субботняя лапша»)— по суботах з 15:00 до 16:00[112]
- «Еркюль Агати Холмс»" (рос."Эркюль Агаты Холмс")
- «Забуті історії великого міста» (рос. «Забытые истории большого города») — по неділях 3 13:00 до 14:00[113]
- «Гола кухня» (рос. «Голая кухня»")
- «Міністерство майбутнього» (рос. «Министерство будущего»") по неділях 3 15:00 до 16:00[114]
- «Це — таємниця» (рос. «Это секрет»)  по середах 3 21:00 до 22:00
- «Метод Зараховича» (рос. «Метод Зараховича») — по понеділках з 21:00 до 22:00
- «Атлас Амосова» (рос. «Атлас Амосова») —
- «Особливі особи» (рос. «Особые особы») —
- «Коло спілкування» (рос. «Круг общения») —

### Раніше закриті програми
- «Ранок з Матвієм Ганапольським» (рос. "Утро с Матвеем Ганапольским ") — по буднях з 7:00 до 10:00. В рамках ранкових ефірів перідично присутні програми, спрямовані на вдосконалення знань слухачів з українського та російського правопису.
- «На піку подій з Матвієм Ганапольським» (рос. «На пике событий с Матвеем Ганапольским») — по буднях з 10:00 до 11:00.
- «Шоу Павла Шеремета» (рос."Шоу Павла Шеремета") — по вихідних з 10:00 до 13:00.
- «Ефір з Христиною Суворіною і Олегом Білецьким» («Эфир с Кристиной Сувориной и Олегом Билецким»)- по буднях з 10:00 до 12:00 (-).
- «Ефір з Вікторією Хмельницької» — по буднях з 10:00 до 13:00
- «Ефір з Мартою Мольфар і Юрієм Кулінічем» («Ефір з Мартою Мольфар і Юрієм Кулінічем» — по вихідних з 9:00 до 11:00, з 12:00 до 13:00.
- «Герой дня» (рос. «Герой дня») — по буднях з 19:00 до 20:00.
- «Максимум думок» (рос. «Максимум мнений») — з понеділка по середу з 20:00 до 21:00[115]
- «Максимум думок. Міжнародна політика» (рос. «Максимум мнений. Межнародная политика») — по четвергах з 20:00 до 21:00.
- «Букви закону» (рос. «Буквы закона») — по понеділках з 21:00 до 22:00
- «Щастя їсти» (рос. «Счастье есть») — по середах 3 21:00 до 22:00; посуботах −3 16:00 до 17:00
- «Вранішній ефір вихідного дня» (рос. «Утренний эфир выходного дня») по неділях з 09:00 до 11:00; по суботах c 09:00 до 11:00, c 12:00 до 13:00.
- «Ефір з Тетяною Гончаровою і Олегом Білецьким» (рос."Эфир с Татьяной Гончаровой и Олегом Билецким") — по буднях з 11:00 до 13:00.
- «Батьки та діти» («Отцы и дети»)
- «Експати» («Экспаты») — по вихідних
- «Молитва про мир» («Молитва о мире»)
- «Їдці» («Едоки») —
- «Ефіри Нового и Старого нового року» (рос. «Эфиры Нового и Старого нового года») — у відповідні свята наприкінці та на початку року
- «Місто та ми» (рос. «Город и мы») — по суботах з 13:00 до 14:00.
- «За кадром» (рос. «За кадром») — по суботах з 20:00 до 21:00
- «Бренд „Україна“» («Бренд „Украина“») по понеділках з 19:00 до 20:00
- «Час спорту з Вадимом Плачиндою» («Час спорта Вадимом Плачиндой») —
- «Дорога передача» (рос. "Авторская программа Марты Мольфар «Дорогая передача»)- по вівторках і четвергах з 21:00 до 22:00, по суботах з 19:00 до 20:00, по неділях з 20:00 до 21:00.
- «Ранок Новікова» (рос."Утро Новікова") — по вихідних з 8:00 до 10:00[116]
- «Час ТВ з Мариною Бердичевською» (рос. «Час ТВ с Мариной Бердичевской») — по неділях з 11:00 до 12:00.
- «Ведучий на годину» (рос. «Ведущий на час») — з вівторка по четвер з 17:00 до 18:00[117]
- «Слово Куликову» (рос."Слово Куликову") — по вихідних з 8:00 до 10:00.[118]
- «12 місяців» (рос. «12 месяцев») — 12 програм щоденно наприкінці року.
- «Альфа джаз» («Альфа джаз»)- 5 програм протягом фестивалю
- «Війна світів» (рос. «Война миров») — по неділях з 19:00 до 20:00.[119]
- «Не тільки музика» (рос. «Не только музыка»)— по неділях з 13:00 до 14:00.[120]
- «Тема Калниша» (рос. «Тема Калныша») — з вівторка по середу з 19:00 до 20:00
- «Ранок Павла Шеремета» (рос."Утро Павла Шеремета") [121]
- «Варда де Жанейро» (рос. «Варда-де-Жа-Нейро») — по буднях 3 7:00 до 8:00[122]
- «Кухня світу» (рос. «Кухня мира») — по неділях 3 14:00 до 15:00
- «Новий чорний» (рос. «Новый черный») — по неділях 11:00 до 12:00
- «Ефір без правил з Василісою Фроловою та Дмитром Терешковим» (рос. «Эфир без правил с Василисой Фроловой та Дмитрием Терешковим») — по вихідних з 13:00 до 14:00, з 15:00 до 17:00, з 18:00 до 19:00.
- «Ранковий ефір з Олегом Білецьким та Юрієм Кулинічем» (рос. «Утро с Олегом Билецьким та Юрієм Кулиничем») — по буднях з 7:00 до 10:00.
- «Люди говорять» (рос. «Люди говорят») з понеділка по четвер з 20:00 до 21:00.[123]
- «Діалоги» (рос. «Диалоги») — по неділях з 21:00 до 22:00[124].
- «Ефір з Тетяною Гончаровою і Юрієм Калашниковим» (рос."Эфир с Татьяной Гончаровой и Юрием Калашниковим") — по буднях з 11:00 до 13:00[125]
- «Чоловік та жінка» (рос. «Мужчина и Женщина»)- по п'ятницях з 19:00 до 21:00[126]
- «Історія. Як це було» (рос. «История. Как это было») — по понеділках з 21:00 до 22:00.[127]
- «Білінгва: чим живе мова» (рос. «Билингва: чем живет язык»)— по суботах з 13:00 до 14:00[128]
- «Контурні карти»" (рос."Контурные карты") [129]

## Співробітники[130][131][132][133]
| Прізвище та ім'я особи                  | Рік народження     | Місце народження     | Освіта                            | Інші медіа, в яких працював | Посада                                                                           | Програми | Період роботи                 |
| --------------------------------------- | ------------------ | -------------------- | --------------------------------- | --- | -------------------------------------------------------------------------------- | --- | ----------------------------- |
| Марина Бердичевська                     |                    |                      | історик                           | | радіоведуча, редактор та диктор новин                                            | «Ланч-тайм» (рос."Ланч-тайм"), «Час ТВ з Мариною Бердичевської» (рос. «Час ТВ с Мариной Бердичевськой»), «Тема дня» (рос. «Тема дня»), «Постфактум» (рос. «Постфактум»), «Максимум думок» (рос. «Максимум мнений») —, «Діалоги» (рос. «Диалоги») | (2013—)                       |
| Микола Міліневський                     |                    |                      |                                   | | музичний оглядач, автор та радіоведучий                                          | «Таблиця М» (рос. «Таблица М») — | (2017—)                       |
| Віктор Савінов                          | 4 лютого 1966      | Київ, Україна        | журналіст                         | В газетах: «Молода гвардія», «Київський вісник», «Дума», «Киевские ведомости», «Спортивна газета», «Фінансова Україна», «Діловий тиждень», «Команда»; на телеканалах: Перший Національний, 1+1, СТБ, ICTV, Мегаспорт; а також на Українське радіо | автор та радіоведучий                                                            | «Час» (рос. «Время») —, «Діалоги» (рос. «Диалоги») —, | (2017—2018)                   |
| Володимир Курінний                      |                    |                      |                                   | | диктор новин, автор та ведучий                                                   | «Випуски новин», «Несерйозна розмова» (рос. «Несерйозный разговор») , «Постфактум» (рос. «Постфактум») | (2017—2018)                   |
| Олександр Потеряхін                     |                    |                      | психолог                          | | радіоведучий                                                                     | «Випуски новин», «Лабораторія свідомості» (рос. «Лаборатория сознания») | (2017—2018)                   |
| Матвій Ганапольський*                   | 1952               | Львів, Україна       | театральний режисер               | Ехо Москви, ПІК, Радіо «Ера» | автор проєктів та радіоведучий                                                   | «Ранок з Матвієм Ганапольським» (рос. "Утро с Матвеем Ганапольским «), „На піку подій з Матвієм Ганапольським“ (рос. „На піке событий с Матвеемм Ганапольським“), „Щастя їсти“ (рос. „Счастье есть“), „Альфа джаз“ („Альфа джаз“), „Їдці“ („Едоки“) | (2014—2015)                   |
| Богдан Амосов**                         |                    |                      | історик                           | | кореспондент, диктор новин та підводок                                           | Підготовка сюжетів, „Історія. Як це було“ (рос. „История. Как это было“), „Атлас Амосова“ (рос. „Атлас Амосова“) | (2013—2017)                   |
| Дмитро Симонов**                        |                    |                      | еколог                            | | автор та ведучий                                                                 | „Елементарно“ (рос. „Елементарно“) | (2013—2017)                   |
| Павло Шеремет****                       | 1971               | Мінськ,Білорусь      | Історик, банкір                   | ОРТ, Громадське телебачення Росії, «Українська правда», телеканал «ТВі», «Білоруський партизан» | автор та ведучий                                                                 | «Шоу Павла Шеремета» (рос."Шоу Павла Шеремета") —, «Ранок Павла Шеремета» (рос."Утро Павла Шеремета") | (2015—2016)                   |
| Андрій Бузаров                          | 7 листопада 1984   | Донецьк, Україна     | журналіст                         | В газети: «Сьогодні», «РБК», «Апостроф», «Обозреватель», «Корреспондент», «Жаньминь жибао», «Бульвар Гордона»; телеканали: «РБК-Україна», «News One», «Голос Америки», «Аль Джазіра»                                                              | автор та радіоведучий                                                            | «Зовнішній фактор» (рос. «Внешний фактор») | (2017—2018)                   |
| Вікторія Лопатіна                       |                    |                      |                                   | телеканали «ESG», «ТРК Ера», «БТБ», «UBR» | диктор новин, автор та ведуча                                                    | «Випуски новин», «Оголошую своєю справою» (рос. «Объявляю своим делом») , «Постфактум» (рос. «Постфактум») | (2016—2018)                   |
| Дмитро Чекалкін**                       | 23 вересня 1964    | Київ, Україна        | філолог                           | Київські відомості | автор та ведучий                                                                 | «Людський фактор» (рос. «Человеческий фактор») | (2015—2017)                   |
| Слава Варда**                           | 5 жовтня 1981      | Київ, Україна        |                                   | Europa Plus, Новий канал, ТВі, UA:Перший | автор проєктів та радіоведучий                                                   | «Вардаспорт» (рос. «Вардаспорт») , «Дубль В» (рос. «Дубль В») , «Варда-де-Жа-Нейро» (рос. «Варда-де-Жа-Нейро») , «Це — таємниця» (рос. «Это секрет») | (2015—2017)                   |
| Віктор Вацко**                          | 8 серпня 1978      | Львів Україна        | журналіст                         | газети «Суботня пошта», «Тиждень», «Експрес». «канал Футбол» | радіоведучий                                                                     | «Дубль В» (рос. «Дубль В») — | (2016—2017)                   |
| Юлія Литвиненко*                        | 1976               | Інгулець, Україна    | журналіст                         | 11-й канал, Радіо Mix, УТ-1, ICTV, К1, Інтер, TBi | екс-генеральный продюсер, автор та ведуча проєктів                               | «Батьки та діти»(«Отцы и дети»), «Діалоги» (рос. «Диалоги»), «Точка зору» (рос. «Точка зрения»), «Герой дня» (рос. «Герой дня»), «Чоловік та жінка» (рос. «Мужчина и Женщина»), «Люди говорять» (рос. «Люди говорят») | (2013—2016)                   |
| Валерій Калниш*                         | 23 жовтня 1976     | Запоріжжя, Україна   | історик                           | Комерсант-Україна, РБК-Україна | головний редактор, заступник головного редактора, радіоведучий, спецкореспондент | «Букви закону» (рос. «Буквы закона»), «Тема Калниша» (рос. «Тема Калныша») , «Точка зору» (рос. «Точка зрения»), «Чоловік та жінка» (рос. «Мужчина и Женщина»), прямі включення з Верховної Ради | (2013—2016)                   |
| Юрій Калашников*                        | 23 жовтня 1972     | Білорусь             |                                   | «Довіра ФМ», «Наше Радіо», «Русское Радио-Украина», «Народне Радіо» | радіоведучий                                                                     | «Свіжий погляд» (рос. «Свежий взгляд»), «Ранковий ефір вихідного дня» (рос. «Утренний эфир выходного дня»), «Ранок на радіо „Вісті“» (рос. «Утро на радио „Вести“»), «На піку подій» (рос. «На пике событий») —, «Ланч-тайм» (рос."Ланч-тайм") —, «Діалоги» (рос. «Диалоги») | (2013—2018)                   |
| Вадим Плачинда*                         | 1973               |                      |                                   | Перший національний, «Спорт-1», «Хокей», «Інтер», Еспресо TV | спортивний кореспондент                                                          | «Спортивна точка зору» (рос. «Спортивная точка зрения»), «Спорт з Вадимом Плачиндою» («Спорт с Вадимом Плачиндой») — , «Випуски спортивних новин» | (2013—2018)                   |
| Андрій Блінов*                          |                    |                      | економіст                         | | економічний експерт, автор та радіоведучий, шеф-редактор                         | Економічна аналітика, «Гроші Блінова» (рос. «Деньги Блинова») , «Постфактум» (рос. «Постфактум»), «Точка зору» (рос. «Точка зрения»), «На піку подій» (рос. «На пике событий») —, «Максимум думок» (рос. «Максимум мнений») —, «Вік-Енд у великому місці» (рос. «Уик-энд в большом городе») — | (2014—2018)                   |
| Олександр Сотников*                     |                    | Одеса, Україна       | філософ, психолог                 | Ген.директор інформаційного агентства «Медіа-Інформ», радіоведучий радіостанцій «Просто Радио», «Южная столица», «Просто-рок», «Мое радио», «Новая волна», ведучий програм на ТРК «Глас», «АРТ», журналіст «ОТВ-2»                                | Виконавчий продюсер, ведучий радіо та телепрограм                                | «Вечірні новини» (рос."Вечерние новости"), «Ланч-тайм» (рос."Ланч-тайм"), «Ранок на радіо „Вісті“» (рос. «Утро на радио „Вести“»), «Ранковий ефір вихідного дня» (рос. «Утренний эфир выходного дня»), «На піку подій» (рос. «На пике событий») —, «Діалоги» (рос. «Диалоги») | (2013—2018)                   |
| Тимур Філоненко                         |                    |                      |                                   | | Кореспондент, радіоведучий                                                       | Підготовка сюжетів, «Хард & Софт» (рос. «Хард & Софт») | (2014—2017)                   |
| Марта Мольфар**                         |                    | Україна              |                                   | акторка | автор та ведуча                                                                  | «Ефір з Мартою Мольфар і Юрієм Кулінічем» («Ефір з Мартою Мольфар і Юрієм Кулінічем»), «Медицина з Мартою Мольфар» («Медицина з Мартою Мольфар»), «Година з психологом» (рос. «Час с психологом»), «Ранок з Матвієм Ганапольським» (рос. "Утро с Матвеем Ганапольским "), «Дорога передача» (рос. "Авторская программа Марты Мольфар «Дорогая передача»)                                                               | (2013—2017)                   |
| Андрій Алфьоров**                       |                    | Одеса, Україна       |                                   | телеканал 1+1, «3STV», Просто радіо, видання «Корреспондент», «Фокус», «Коммерсантъ», «Playboy», «Marie Claire», «Max», «Znaki.fm», онлайн-таблоїд «Медіаняня»                                                                                    | автор та ведучий                                                                 | «Кіно з Алфьоровим» (рос. «Кино с Алфёровим») | (2016—2017)                   |
| Дмитро Тузов**                          | 23 листопада 1967  | Київ, Україна        | журналіст                         | Молодіжна студія «Гарт» НТКУ, «Інтер», ICTV, Тоніс, Громадське радіо | радіоведучий                                                                     | «Ранок на радіо „Вісті“» (рос. «Утро на радио „Вести“»), «Тема дня» (рос. «Тема дня»), «Постфактум» (рос. «Постфактум») | (2016—2017)                   |
| Юрій Мацарський**                       |                    |                      |                                   | Громадське ТБ, Радіо «Ера» | радіоведучий, спецкореспондент в Іраку                                           | «Свіжий погляд» (рос. «Свежий взгляд»), «Тема дня» (рос. «Тема дня»), «Точка зору» (рос. «Точка зрения») | (2016—2017)                   |
| Юрій Кулінич*                           | 1984               | Україна              |                                   | | радіоведучий, диктор новин                                                       | «Ранок з Матвієм Ганапольським» (рос. "Утро с Матвеем Ганапольским "), «Вечірні новини» (рос."Вечерние новости"), «Вранішній ефір вихідного дня» (рос. «Утренний эфир выходного дня»), «Ефір з Мартою Мольфар і Юрієм Кулінічем» («Ефір з Мартою Мольфар і Юрієм Кулінічем»), «Ранковий ефір з Олегом Білецьким та Юрієм Кулинічем» (рос. «Утро с Олегом Билецьким та Юрієм Кулиничем»), «Das Auto»                    | (2013—2016)                   |
| Віталій Докаленко**                     | 1966               |                      | журналіст                         | ZIK, Новий канал, 1+1, Тоніс, Сіті, НТКУ | генеральный продюсер                                                             | | (2016—2017)                   |
| Микола Вересень**                       | 1960               | Київ, Україна        | Історик, археолог                 | Українська служба Бі-Бі-Сі, 1+1, П'ятий канал, К1, UA:Перший | автор та ведучий                                                                 | «Шоу Вересня» (рос. «Шоу Вересня») — | (2015—2017)                   |
| Олег Білецький**                        | 199.               | Запоріжжя, Україна   |                                   | Радіо Великий Луг, ЮНІВЕРС FM, Запорізька ДГТРК, Голос Столиці, Nostalgie 99FM, Громадське радіо, канал 112 Україна, Espreso.tv | радіоведучий                                                                     | «Ранок на радіо „Вісті“» (рос. «Утро на радио „Вести“»), «Ефір з Христиною Суворіною і Олегом Білецьким» («Эфир с Кристиной Сувориной и Олегом Билецким»), «Ефір з Тетяною Гончаровою і Олегом Білецьким» (рос."Эфир с Татьяной Гончаровой и Олегом Билецким"), «Точка зору» (рос. «Точка зрения»), «Не лише музика» (рос. «Не только музыка»), «Герой дня» (рос. «Герой дня»), «Свіжий погляд» (рос. «Свежий взгляд») | (2013—2017)                   |
| Костянтин Дорошенко**                   | 1972               | Київ, Україна        |                                   | Комерсант-Україна", Looks International | автор та ведучий                                                                 | «Циніки» (рос. «Циники»), «Культ Дорошенка» (рос. «Культ Дорошенко»), «Війна світів» (рос. «Война миров»), «Поза контекстом» (рос. «Вне контекста») | (2013—2017)                   |
| Тетяна Гончарова**                      |                    | Луганськ, Україна    | філолог                           | канал 112 Україна, Радіо «Ера», UA:Перший, 3STV | радіоведуча                                                                      | «Війна світів» (рос. «Война миров»), «Ефір з Тетяною Гончаровою і Олегом Білецьким» (рос."Эфир с Татьяной Гончаровой и Олегом Билецким"), «Війна світів» (рос. «Война миров») | (2013—2017)                   |
| Андрій Куликов*                         | 1957               | Київ, Україна        | референт-перекладач з англійської | ICTV, ТСН, Українська служба Бі-Бі-Сі, Громадське радіо | ведучий                                                                          | «Слово Куликову» (рос."Слово Куликову") — ,"Ведучий на годину" (рос. «Ведущий на час») — | (2015—2016)                   |
| Василіса Фролова*                       | 1978               | Україна              |                                   | | автор та радіоведуча                                                             | «Новий чорний» (рос. «Новый черный»), «Вранішній ефір вихідного дня» (рос. «Утренний эфир выходного дня»), «Експати» («Экспаты»), «Ефір без правил з Василісою Фроловою та Дмитром Терешкововим» (рос. «Эфир без правил с Василисой Фроловой та Дмитрием Терешкововим») | (2013—2016)                   |
| Сакен Аймурзаєв*                        | 1984               | Кзил-Орда, Казахстан |                                   | Ехо Москви, Тві, Інтер | шеф-редактор, автор проєктів та радіоведучий                                     | «Максимум думок» (рос. «Максимум мнений»), «Максимум думок. Міжнародна політика» (рос. «Максимум мнений. Межнародная политика») | (2013—2016)                   |
| Ксенія Туркова                          | 1980               | Залізничний, РФ      | філолог                           | НТВ, ТВ-6, РЕН ТВ, ТВС, Московські новини, Громадське ТБ | радіоведуча, диктор новин                                                        | «Свіжий погляд» (рос. «Свежий взгляд»), «Вечірні новини» (рос."Вечерние новости"), «Букви закону» (рос. «Буквы закона»), «Білінгва: чим живе мова» (рос. «Билингва: чем живет язык») | (2013—2016)                   |
| Павло Новіков*                          | 1973               | Кривий Ріг, Україна  | біолог                            | BBC, ATR, Радіо Свобода | радіоведучий                                                                     | «Ранок Новікова» (рос."Утро Новікова") —, «Ранок з Матвієм Ганапольським» (рос. "Утро с Матвеем Ганапольским «), „Щастя їсти“ (рос. „Счастье есть“), „Елементарно“ (рос. „Елементарно“), „Їдці“ („Едоки“), Свіжий погляд» (рос. «Свежий взгляд») | (2013—2015)                   |
| Олександр Іллерицький*                  |                    | Москва, РФ           |                                   | | головний редактор, автор проєктів, генеральний продюсер                          | «12 місяців» (рос. «12 месяцев») | (2014—2015)                   |
| Вікторія Хмельницька*                   |                    |                      |                                   | | ведуча                                                                           | «Кіноблог з Вікторією Хмельницькою» (рос. «Киноблог с Вікторией Хмельницькой»), «За кадром» (рос. «За кадром»), «Ефір з Вікторією Хмельницькою» | (2014—2015)                   |
| Олена Моренцова                         |                    |                      |                                   | | автор та радіоведуча                                                             | «Забуті історії великого міста» (рос. «Забытые истории большого города») — | (2016—2017)                   |
| Євгенія Гончарук**                      |                    |                      | філолог                           | Радіо Промінь, Громадське радіо |                                                                                  | Підготовка сюжетів, «Білінгва: чим живе мова» (рос. «Билингва: чем живет язык»), «Точка зору» (рос. «Точка зрения»), «МоваПромови», «Свіжий погляд» (рос. «Свежий взгляд») | (2013—2017)                   |
| Дмитро Терешков (спр. Дмитро Олійник)** | 1986               | Запоріжжя, Україна   |                                   | Запорізька державна радіокомпанія | радіоведучий                                                                     | «Циніки» (рос. «Циники»), «Суперечливий ранок» (рос. «Спорное утро») з Дмитром Терешковим та Євгеном Олефіренком, «Експати» («Экспаты»), «Ефір без правил з Василісою Фроловою та Дмитром Терешкововим» (рос. «Эфир без правил с Василисой Фроловой та Дмитрием Терешкововим»), «Антропологія» (рос. «Антропология»)                                                                                                   | (2013—2017)                   |
| Євген Пілецький**                       | 22 червня 1981     | Київ, Україна        | юрист, психолог, релігієзнавець   | | радіоведучий                                                                     | «Антропологія» (рос. «Антропология»), «Міністерство майбутнього» (рос. «Министерство будущего»") | (2016—2017)                   |
| Олена Чабак**                           |                    |                      |                                   | | радіоведуча, диктор новин                                                        | «Ранок на радіо „Вісті“» (рос. «Утро на радио „Вести“»), «Випуски новин», «Свіжий погляд» (рос. «Свежий взгляд») | (2013—2017)                   |
| Євген Кисельов*                         | 1956               | Москва, РФ           | історик-сходознавець              | НТВ, Інтер, канал Прямий, | пполітичний оглядач, ведучий                                                     | «Точка зору» (рос. «Точка зрения»), «Ведучий на годину» (рос. «Ведущий на час») —,"Ранок з Матвієм Ганапольським" (рос. "Утро с Матвеем Ганапольским «), | (2014—2015)                   |
| Євген Олефіренко*                       |                    | Донецьк, Україна     |                                   | | кореспондент, радіоведучий, редактор                                             | „Суперечливий ранок“ (рос. „Спорное утро“) з Дмитром Терешковим та Євгеном Олефіренком, „Das Auto“, „Міністерство майбутнього“ (рос. „Министерство будущего“»), «Вранішній ефір вихідного дня» (рос. «Утренний эфир выходного дня»), «Ефір Нового року» 2015—2016 (рос. «Эфир Нового года» 2015—2016) —, підготовка сюжетів                                                                                            | (2013—2017)                   |
| Тетяна Іванська*                        |                    | Луцьк, Україна       |                                   | | диктор новин                                                                     | «Ланч-тайм» (рос."Ланч-тайм"), «Ранок Павла Шеремета» (рос."Утро Павла Шеремета") , «Випуски новин», «Нічні новини» (рос."Ночные новости")) | (2013—2016)                   |
| Юлія Кугітко                            |                    | Україна              |                                   | |                                                                                  | генеральний продюсер, програмний директор | (2017—2017)                   |
| Ольга Почекаєва                         |                    |                      |                                   | | радіоведуча, диктор новин                                                        | «Соціум» (рос. «Социум») —, «Місто та ми» (рос. «Город и мы») —, «Ранок на радіо „Вісті“» (рос. «Утро на радио „Вести“»), «Ланч-тайм» (рос."Ланч-тайм") —, «Ранковий ефір вихідного дня» (рос. «Утренний эфир выходного дня»), «На піку подій» (рос. «На пике событий») —, підготовка сюжетів | (2014—2018)                   |
| Ганна Солнцева                          |                    |                      | психолог                          | | радіоведуча                                                                      | «Година з психологом» (рос. «Час с психологом»), «Життєві історії з Ганни Сонцевої» (рос. «Жизненные истории Анны Солцевой») — , «Секс з Ганною Сонцевою» (рос. «Секс с Анной Солцевой») — | (2014—2018)                   |
| Анна Діденко                            |                    |                      | журналіст                         | LRadio, Інтер, TBi | радіоведуча, редактор інформаційної служби                                       | «Вік-Енд у великому місці» (рос. «Уик-энд в большом городе») — | (2017—2018)                   |
| Ірина Кондратенко*                      |                    |                      |                                   | | радіоведуча                                                                      | «Контурні карти»" (рос."Контурные карты") | (2016—2016)                   |
| Олександр Москалець*                    |                    |                      | піаніст, бібліограф               | | радіоведучий                                                                     | «Контурні карти»" (рос."Контурные карты") | (2016—2016)                   |
| Юрій Пустовіт**                         |                    |                      |                                   | | радіоведучий                                                                     | | (2016—2017)                   |
| Олексій Зарахович                       |                    |                      |                                   | | автор та ведучий                                                                 | «Поза контекстом» (рос. «Вне контекста»), «Історія. Як це було» (рос. «История. Как это было»), «Еркюль Агати Холмс»" (рос."Эркюль Агаты Холмс") ,"Метод Зараховича" (рос. «Метод Зараховича») | (2014—2017)                   |
| Марина Дубровіна                        |                    |                      |                                   | | радіоведуча                                                                      | «Еркюль Агати Холмс»" (рос."Эркюль Агаты Холмс") | (2016—2017)                   |
| Віола Бурда                             |                    |                      |                                   | Громадське радіо | радіоведуча, диктор новин                                                        | «Випуски новин», «Свіжий погляд» (рос. «Свежий взгляд») | (2014—2017)                   |
| Юрій Петрушевський                      |                    |                      |                                   | | спецкореспондент                                                                 | прямі включення з місць подій | (2014—2017)                   |
| Сніжана Старовицька**                   |                    |                      |                                   | | радіоведуча, диктор новин                                                        | «Випуски новин», «Свіжий погляд» (рос. «Свежий взгляд»), «Особливі особи» (рос. «Особые особы») | (2014—2017)                   |
| Андрій Горбунов*                        |                    |                      |                                   | | спецкореспондент у Донецьку                                                      | «Випуски новин з зони АТО» | (2015—2017)                   |
| Дмитро Іванов**                         |                    |                      | лікар                             | |                                                                                  | «Алло, лікар» (рос. «Алло, доктор») | (2015—2017)                   |
| Віктор Стельмах                         |                    |                      |                                   | | автор та ведучий                                                                 | „Das Auto“ | (2014—2017)                   |
| Ірина Сінченко**                        |                    | Луганськ, Україна    |                                   | |                                                                                  | програмний директор, шеф-редактор | (2013—2017)                   |
| Володимир Ярославський*                 |                    |                      | технолог харчування               | телеканал 1+1 | автор та ведучий                                                                 | „Гола кухня“ (рос. „Голая кухня“») | (2016—2017)                   |
| Юрій Шевченко**                         |                    |                      | психолог                          | |                                                                                  | «Година з психологом» (рос. «Час с психологом») | (2014—2015)                   |
| Ольга Куришко**                         |                    |                      |                                   | | диктор новин                                                                     | «Випуски новин», прямі включення з Верховної Ради, шеф-редактор | (2014—2017)                   |
| Андрій Дмитрук*                         | 1947               | Київ, Україна        |                                   | | радіоведучий                                                                     | «Елементарно» (рос. «Елементарно») | (2015—2015)                   |
| Христина Суворіна*                      |                    | Севастополь, Україна |                                   | Севастопольська ДТРК, Інтер, ICTV | радіоведуча                                                                      | «Ефір з Христиною Суворіною і Олегом Білецьким» («Эфир с Кристиной Сувориной и Олегом Билецким») | (2013—2014)                   |
| Ганна Ільницька**                       |                    |                      |                                   | | диктор новин                                                                     | «Випуски новин») | (2016—2017)                   |
| Ольга Гольдштейн*                       |                    |                      |                                   | | кореспондент по культурі                                                         | «Новий чорний» (рос. «Новый черный»), "Ефір без правил " (рос. «Эфир без правил») | (2014—2016)                   |
| Анастасія Кореновська                   |                    |                      |                                   | | редактор, радіоведуча                                                            | «Ефір Нового року» 2015—2016 (рос. «Эфир Нового года» 2015—2016) — | (2015—2016)                   |
| Діана Будніченко                        |                    |                      |                                   | | Продюсер ефіру                                                                   | | (2014—2018)                   |
| Юлія Павленко                           |                    |                      |                                   | | автор та ведуча                                                                  | «Політика від кутюр» (рос. «Политика от кутюр») | (2017—2018)                   |
| Вікторія Срібна                         |                    |                      |                                   | | диктор новин                                                                     | «Випуски новин» | (2017—2017)                   |
| Олег Василенко                          |                    |                      |                                   | | диктор новин                                                                     | «Випуски новин» | (2017—2017)                   |
| Юлія Рябчун*                            |                    |                      |                                   | | диктор новин                                                                     | «Ранок Павла Шеремета» (рос."Утро Павла Шеремета") , «Випуски новин» | (2014—2016)                   |
| Дмитро Сливний*                         |                    | Бердянськ, Україна   | юрист                             | |                                                                                  | «Ранок з Матвієм Ганапольським» (рос. "Утро с Матвеем Ганапольским "), Рубрика «Гарні новини» (рос. «Хорошие новости»), сюжети про захист прав тварин | (2014—2015)                   |
| Юлія Гайдашевська*                      |                    |                      |                                   | | продюсер ефіру, звукорежисер                                                     | | (2014—2016)                   |
| Ганна Теплова*                          |                    |                      |                                   | | Продюсер ефіру                                                                   | | (2014—2015)                   |
| Олександр Семченко***                   |                    |                      |                                   | | радіоведучий                                                                     | «Люди говорять» (рос. «Люди говорят») | (2016—2016)                   |
| Віктор Андрієнко*                       | Запоріжжя, Україна | 19 вересня 1959      |                                   | | автор та ведучий                                                                 | «Суботня лапша» (рос. «Субботняя лапша») | (2016—2016)                   |
| Євген Саватеєв*                         |                    |                      |                                   | |                                                                                  | «Місто та ми» (рос. «Город и мы») —, «Ефір Нового року» 2015—2016 (рос. «Эфир Нового года» 2015—2016) —, підготовка сюжетів | (2014—2016)                   |
| Олег Волошин*                           |                    |                      | політолог-міжнародник             | | ведучий                                                                          | «Максимум думок. Міжнародна політика» (рос. «Максимум мнений. Межнародная политика») | (2014—2016)* Віктор Андрієнко |
| Валерій Поляков*                        |                    |                      |                                   | |                                                                                  | «Щастя їсти» (рос. «Счастье есть») | (2015—2015)                   |
| Олексій Воробйов*                       | 1976               | РФ                   |                                   | | головний редактор                                                                | | (2013—2014)                   |
| Дмитро Солопов*                         | 1976               | Москва, РФ           |                                   | Комерсант FM | керівник проєкту, генеральный продюсер                                           | | (2013—2014)                   |
| Іскандер Хісамов*                       | 1957               | Ташкент, Узбекистан  |                                   | UBR | головний редактор, радіоведучий, автор проєкту                                   | "Бренд «Україна» ("Бренд «Украина») | (2014—2015)                   |
| Максим Еріставі*                        |                    |                      |                                   | | редактор та диктор новин                                                         | «Нічні новини» (рос."Ночные новости") | (2014—2015)                   |
| Дар'я Цивіна*                           |                    | РФ                   |                                   | |                                                                                  | «Їдці» («Едоки») | (2014—2014)                   |
| Іван Літковський*                       |                    |                      |                                   | | спецкореспондент у Донецьку                                                      | «Випуски новин з зони АТО» | (2014—2015)                   |
| Ірина Гаврилова***                      |                    |                      |                                   | Киевский телеграф | шеф-редактор                                                                     | | (2016—2016)                   |
| Павло Казарін*                          | 1983               | Сімферополь, Україна | філолог-літературознавець         | ICTV | ведучий                                                                          | «Ведучий на годину» (рос. «Ведущий на час») , а також —"Ранок з Матвієм Ганапольським" (рос. "Утро с Матвеем Ганапольским "), «На піку подій з Матвієм Ганапольським» (рос. «На піке событий с Матвеемм Ганапольським»), «Точка зору» (рос. «Точка зрения») | (2015—2015)                   |
| Сергій Мітяєв*                          |                    |                      |                                   | | Експерт з інновацій                                                              | | (2014—2016)                   |
| Юлія Мангер                             |                    |                      |                                   | | Продюсер ефіру, звукорежисер                                                     | | (2014—2015)                   |
| Дарина Зозуля                           |                    |                      |                                   | | Продюсер ефіру, звукорежисер                                                     | | (2014—2015)                   |
| Христина Григоришин                     |                    |                      |                                   | | Продюсер ефіру, звукорежисер                                                     | | (2014—2015)                   |
| Олексій Нежиков                         |                    |                      |                                   | | звукорежисер                                                                     | | (2015—2016)                   |
| Анастасія Бойко                         |                    |                      |                                   | | спецкореспондент у Донецьку                                                      | «Випуски новин з зони АТО» | (2015—2015)                   |
| Ірина Нарицька                          |                    |                      |                                   | | Продюсер ефіру                                                                   | | (2014—2016)                   |
| Тетяна Фокіна                           |                    |                      |                                   | | звукорежисер                                                                     | | (2015—2016)                   |
| Марія Штогрин**                         | 1992               | Львів,Україна        | філолог-літературознавець         | Українська служба Бі-Бі-Сі | спецкореспондент                                                                 | парламентський кореспондент, редактор, прямі включення з місць подій) | (2014—2016)                   |
| Костянтин Лінчевський**                 |                    |                      |                                   | | диктор новин                                                                     | «Випуски новин» | (2013—2014)                   |

* Співробітники, що припинили співробітництво з радіо.
** Співробітники, що припинили співробітництво з радіо з 1 березня 2017 року.
*** Співробітники, що були звільнені на вимогу колективу
**** Співробітники, що загинули чи були вбиті

## Гості програми та спікери ефіру[134]
- Юрій Єхануров
- Леонід Кравчук
- Петро Порошенко
- Михаїл Саакашвілі
- Віктор Ющенко
- В'ячеслав Кириленко
- Олексій Кучеренко
- Володимир Лановий
- Юрій Луценко
- Левко Лук'яненко
- Борис Нємцов
- Станіслав Ніколаєнко
- Ігор Шевченко
- Микола Азаров
- Юрій Артеменко
- Альона Бабак
- Лешек Бальцерович
- Кахабер Бендукідзе
- Ірина Бережна
- Борислав Береза
- Володимир Зеленський
- Олег Березюк
- Віталій Білоус
- Ольга Богомолець
- Василь Боднар
- Олександр Боровик
- Михайло Бродський
- Сергій Бурделяк
- Володимир В'ятрович
- Іван Винник
- Михайло Волинець
- Денис Вороненков
- Степан Гавриш
- Василь Гацько
- Антон Геращенко
- Сергій Головатий
- Микола Голомша
- Олексій Гончаренко
- Валерія Гонтарєва
- Василь Горбаль
- Костянтин Грищенко
- Людмила Денисова
- Наріман Джелялов
- Дмитро Добродомов
- Олександр Доній
- Андрій Іллєнко
- Пилип Іллєнко
- Ленур Іслямов
- Ігор Каганець
- Микола Катеринчук
- Олександр Квіташвілі
- Анатолій Кінах
- Іванна Климпуш-Цинцадзе
- Павло Клімкін
- Леонід Кожара
- Тетяна Козаченко
- Бачо Корчалава
- Леонід Костюченко
- Василь Кремінь
- Іван Крулько
- Степан Кубів
- Сергій Куницин
- Віталій Купрій
- Максим Курячий
- Олександр Лавринович
- Юрій Левченко
- Борис Ложкін
- Андрій Лозовий
- Валерія Лутковська
- Юрій Луценко
- Ксенія Ляпіна
- Юлія Марушевська
- Юрій Милобог
- Олексій Мирошниченко
- Іван Міклош
- Тетяна Монтян
- Олександр Мороз
- Павло Мороз
- Віктор Мусіяка
- Сергій Пашинський
- Саманта Пауер
- Ілля Пономарьов
- Андрій Портнов
- Вадим Рабінович
- Олег Рибачук
- Павло Розенко
- Олександр Рябченко
- Андрій Садовий
- Остап Семерак
- Петро Симоненко
- Юрій Сиротюк
- Артем Скоропадський
- Олександр Солонтай
- Єгор Соболєв
- Богдан Соколовський
- Юрій Стець
- Віктор Суслов
- Борис Тарасюк
- Мішель Терещенко
- Ігор Уманський
- Борис Філатов
- Дмитро Фірташ
- Михайло Фрідман
- Степан Хмара
- Рефат Чубаров
- Віталій Шабунін
- Юрій Шаповал
- Сергій Шахов
- Василь Шевченко
- Альгірдас Шемета
- Оксана Юринець
- Ніна Южаніна
- Ілля Яшин
- Патріарх Філарет
- Любомир Гузар
- Олександр Драбинко
- Мустафа Джемілєв
- В'ячеслав Аброськін
- Денис Антонюк
- Давид Арахамія
- Олександр Алфьоров
- Олексій Арестович
- Валентин Бадрак
- Андрій Бацюк
- Володимир Берчак
- Олег Биков
- Юрій Бирюков
- Майкл Боцюрків
- Василь Вовк
- Олег Гавриш
- Ярослав Галас
- Костянтин Грицак
- Анатолій Гриценко
- Сергій Грабський
- Віталій Дейнега
- Євген Дейдей
- Олексій Дмирашківський
- Олег Жданов
- Ека Згуладзе
- Ігор Кабаненко
- Георгій Касьянов
- Юрій Карін
- Віталій Касько
- Олександр Кіхтенко
- Ігор Козій
- Дмитро Корчинський
- Тарас Костенчук
- Валерій Кур
- Андрій Лисенко
- Анатолій Лопата
- Микола Маломуж
- Анатолій Маркевич
- Євген Марчук
- Анатолій Матіос
- Сергій Мельничук
- Анна Михайловська
- Сергій Матусяк
- Ігор Мосійчук
- Олексій Мочанов
- Валентин Наливайченко
- Святослав Піскун
- Леонід Поляков
- Тетяна Попова
- Володир Польовий
- Ігор Романенко
- Михайло Савченко
- Давид Сакварелідзе
- Владислав Селезньов
- Семен Семенченко
- Олександр Скіпальський
- Дмитро Снєгірьов
- Марина Ставнійчук
- Сергій Старенький
- Віктор Столбовий
- Юрій Тандіт
- Ігор Тенюх
- Руслан Ткачов
- Георгій Тука
- Валентин Федічев
- Павло Фільгенгауер
- Назар Холодницький
- Зорян Шкіряк
- Віктор Ягун
- Іван Якубець
- Віра Савченко
- Ольга Айвазовська
- Віталій Бала
- Михайло Басараб
- Тарас Березовець
- Ірина Бекешкіна
- Станіслав Бєлковський
- Микола Бідзіля
- Тимур Бобровський
- Денис Богуш
- Михайло Бойченко
- Світлана Бойченко
- Костянтин Бондаренко
- Руслан Бортник
- Максим Буткевич
- Віталій Вернигоров
- Михайло Відейко
- Павло Гай-Нижник
- Маркіян Галабала
- Олексій Гарань
- Семен Глузман
- Олексій Голобуцький
- Євген Головаха
- Павло Гриценко
- Ігор Грамоткін
- Віталій Дем'янюк
- Олег Дем'янчук
- Сергій Дяченко
- Андрій Єрмолаєв
- Михайло Жевлаков
- Ярослав Желіло
- Олександр Жолудь
- Борис Захаров
- Володимир Захожай
- Олександр Зінченко
- Сергій Зіпцев
- Йосиф Зісельс
- Валентин Землянський
- Андрій Золотарьов
- Андрій Зубов
- Андрій Ілларіонов
- Леонід Каденюк
- Анатолій Казанцев
- Андрій Конеченков
- Вадим Карасьов
- Віктор Каспрук
- Анатолій Казанцев
- Олександр Клюжев
- Володимир Казарин
- Юрій Корольчук
- Валерій Корнєєв
- Григорій Костинський
- Олег Кришталь
- Микола Кульбіда
- Валентин Купний
- Ігор Лінник
- Євген Магда
- Дмитро Марунич
- Олександр Мащенко
- Григорій Мельничук
- Яніка Меріло
- Тимофій Милованов
- Ельмар Муртазаєв
- Іван Надеїн
- Віктор Небоженко
- Андрій Новак
- Андрій Окара
- Дмитро Орешкін
- Олександр Охрименко
- Олександр Палій
- Володимир Паніотто
- Олександр Пасхавер
- Василь Пилипчук
- Андрій Плахонін
- Мирослав Попович
- Михайло Погребинський
- Слава Рабінович
- Ольга Руднєва
- Генадій Рябцев
- Олександр Рябченко
- Олександр Савченко
- Олександр Саган
- Ігор Семиволос
- Ігор Синицин
- Дмитро Сологуб
- Олег Соскін
- Олександр Співаковський
- Микола Спиридонов
- Єгор Стадний
- Микола Сунгуровський
- Віктор Таран
- Тетяна Тимочко
- Володимир Токаревський
- Сергій Толстов
- Анатолій Тугай
- Андреас Умланд
- Олег Устенко
- Володимир Фесенко
- Володимир Чемерис
- Олександр Черненко
- Тарас Чорновіл
- Маріетта Чудакова
- Клим Чурюмов
- Сергій Шарапов
- Дмитро Шерембей
- Даніель Шехтман
- Марина Шквиря
- Олег Шпилюк
- Олексій Якубін
- Дмитро Якубовський
- Ілля Азар
- Зураб Аласанія
- Олександр Андросов
- Юрій Артеменко,
- Кароліна Ашіон
- Інна Барзило
- Роман Бочкала
- Лілія Буджурова
- Олесь Бузина
- Іван Бурдига
- Ірина Ванникова
- Віктор Вацко
- Олексій Венедиктов
- Микола Вересень
- Сергій Висоцький
- Олександр Володарський
- Віталій Гайдукевич
- Ольга Герасим'юк
- Дмитро Гнап
- Дмитро Гордон
- Ігор Гужва
- Андрій Дегтяренко
- Олександр Денисов
- Тихон Дзядко
- Костянтин Егерт
- Володимир Зеленський
- Сергій Іванов
- Тетяна Ігнатченко
- Марія Єфросініна
- Денис Казанський
- Павло Канигін
- Євген Кисельов
- Денис Кіркач
- Олексій Ковжун
- Дмитро Комаров
- Світлана Крюкова
- Андрій Куликов
- Богдан Кутєпов
- Сергій Лещенко
- Сергій Лойко
- Петро Мага
- Олександр Мартиненко
- Олексій Мацука
- Олександр Мащенко
- Олександр Міхельсон
- Роберто Моралес
- Юлія Мостова
- Айдер Муждабаєв
- Севгіль Мусаєва-Боровик
- Ольга Мусафірова
- Олексій Мустафін
- Мустафа Найєм
- Антон Наумлюк
- Максим Неліпа
- Ілля Ноябрьов
- Леонід Парфьонов
- Осман Пашаєв
- Олександр Пікалов
- Антон Підлуцький
- Сергій Полховський
- Сергій Притула
- Сергій Рахманін
- Сергій Савелій
- Катерина Сергацкова
- Роман Скрипін
- Тімоті Снайдер
- Анастасія Станко
- Андрій Столярчук
- Таміла Ташева
- Георгій Тихий
- Уляна Фещук
- Артем Франков
- Тетяна Чорновіл
- Ігор Циганик
- Святослав Циголко
- Єва Цукер
- Ольга Червакова
- Андрій Шахов
- Павло Шилько
- Павло Шеремет
- Віктор Шлінчак
- Савік Шустер
- Іван Яковина
- Олеся Яхно
- Віктор Янцо
- ALLOISE
- Асія Ахат
- Біла вежа
- Володимир Бебешко
- Яна Брилицька
- Віктор Бронюк
- Марія Бурмака
- Інтарс Буцуліс
- Святослав Вакарчук
- Павло Варениця
- Вероніка Веро
- Анатолій Вексклярський
- Валерій Вітер
- Наталія Дзенків
- Євген Галич
- Євген Гальперин[fr]
- Олександр Герасименко
- Володимир Гейзер
- Борис Генжук
- Павло Гудимов
- Олександр Долгов
- Ната Жижченко
- Юрій Журавель
- Даніела Заюшкіна
- Павло Зібров
- Тіна Кароль
- Вадим Красноокий
- Олександр Ксенофонтов
- Сергій Кузін
- Володимир Кузнецов
- Андрій Кузьменко
- Мирослав Кувалдін
- Іван Леньо
- Руслана Лижичко
- Вадим Лисиця
- Олександр Лозовський
- Кіра Мазур
- Марія Максакова
- Ніна Матвієнко
- Тоня Матвієнко
- Сергій Мартинюк
- Надія Мейхер
- Арсен Мірзоян
- Олег Михайлюта
- Поль Монандіз
- Юрій Нікітін
- Обійми дощу
- Олександр Павлик
- Артем Пивоваров
- Устим Похмурський
- Сергій Присяжний
- Анастасія Приходько
- Едуард Приступа
- Ольга Ракицька
- Юрій Рибчинський
- Юрій Самовилов
- Олег Скрипка
- Олег Собчук
- Христина Соловій
- Соня Сотник
- Сергій Танчинець
- Естас Тонне
- Тарас Тополя
- Євген Філатов
- Євгенія Фіч
- Валерій Харчишин
- Юрій Хусточка
- Марія Чайковська
- Марія Чеба
- Shanis
- Ірина Швайдак
- Фелікс Шиндер
- Олег Шинкаренко
- Дмитро Шуров
- Юрій Хусточка
- Влада Яковлєва
- Гаррі Бардін
- Олег Кулик
- Василь Лінде-Кричевський
- Сергій Поярков
- Олексій Ботвінов
- Олена Коляденко
- Денис Матвієнко
- Олексій Коган
- Анатолій Кокуш
- Віктор Анісімов
- Ганна Бублик
- Ірина Данилевська
- Ганна Кей
- Лілія Кузнецова
- Марія Куликовська
- Ольга Навроцька
- Андре Тан
- Марта Холод
- Тетяна Соловій
- Віктор Андрієнко
- Лія Ахеджакова
- Богдан Бенюк
- Михайло Боярський
- Олексій Горбунов
- Володимир Горянський
- Олексій Дівотченко
- Георг Жено
- Богдан Жолдак
- Олександр Ігнатуша
- Михайло Іллєнко
- Лариса Кадочникова
- Кирило Керо
- Іван Козленко
- Аскольд Куров
- Любомир Левицький
- Сергій Лозниця
- Віталій Манський
- Микита Міхалков
- Володимир Назаров
- Олександр Роднянський
- Ельдар Рязанов
- Ахтем Сейтаблаєв
- Мирослав Слабошпицький
- Наталія Сумська
- Ольга Сумська
- Тарас Ткаченко
- Влад Троїцький
- Сергій Урсуляк
- Андрій Холпакчі
- Юрій Школьник
- Дмитро Кириченко
- Дмитро Громов
- Іван Малкович
- Богдана Павличко
- Наталія Заболотна
- Юлія Сенкевич
- Дмитро Стус
- Сергій Борщевський
- Микола Кобзов
- Володимир Войнович
- Ганна Герман
- Ірена Карпа
- Олег Покальчук
- Борис Райтшустер
- Віктор Шендерович
- Олександр Абраменко
- Джоан Фейбі Бежура
- Ганна Безсонова
- Денис Берінчик
- Ірина Блохіна
- Даниїл Болдирєв
- Богдан Бондаренко
- Михайло Бродський
- Сергій Варламов
- Олег Верняєв
- Роман Вірастюк
- Ірина Галай
- Андрій Говоров
- Андрій Головко
- Наталія Годунко
- Станіслав Горуна
- Олег Гусєв
- Вадим Гутцайт
- Ірина Дерюгіна
- Наталія Добринська
- Володимир Єзерський
- Юлія Єлістратова
- Михайло Зав'ялов
- Георгій Зантарая
- Стелла Захарова
- Дарина Зевіна
- Гаррі Каспаров
- Ілля Кваша
- Віталій Кличко
- Яна Клочкова
- Віктор Коваленко
- Сергій Ковалець
- Аліна Комащук
- Олена Костевич
- Марта Костюк
- Олена Кривицька
- Олександр Крикун
- Валерій Кришень
- Сергій Куліш
- Євген Левченко
- Віктор Леоненко
- Олег Лисогор
- Світлана Мазій
- Мирон Маркевич
- Станіслав Медведенко
- Ірина Михальченко
- Іван Настенко
- Богдан Нікішин
- Ілля Новіков
- Геннадій Орбу
- Андрій Павелко
- Микола Павлов
- Ксенія Пантелеєва
- Олександр Петренко
- Олена Підгрушна
- Ігор Пластун
- Георгій Погосов
- Віктор Постол
- Анфіса Почкалова
- Наталія Прищепа
- Юлія Прокопчук
- Сергій Ребров
- Віталій Рева
- Ганна Різатдінова
- Йожеф Сабо
- Олександр Савицький
- Ольга Саладуха
- Геннадій Сартинський
- Еліна Світоліна
- Євген Селезньов
- Катерина Серебрянська
- Вадим Слободенюк
- Сергій Стаховський
- Валерій Сушкевич
- Ельбрус Тедеєв
- Олексій Торохтій
- Олександр Усик
- Ольга Харлан
- Олена Хомрова
- Рустам Худжамов
- Юрій Чебан
- Яна Шемякіна
- Аліна Шатернікова
- Тетяна Яловчак
- Едуард Кузнецов
- Вадим Карп'юк
- Сергій Воропаєв
- Володимир Навроцький
- Юрій Дощатов
- Валерій Чичілашвілі
- Роман Соколов
- Артем Шевченко
- Віталій Яценко
- Назар Задніпровський
- Галина Калачова
- Олександр Леєв
- Петро Пантелеєв
- Валерій Логінов
- Володимир Берчан
- Юлія Борова
- Сергій Здіарук
- Олександр Зінченко
- Дмитро Савченко
- Максим Рябокінь
- Олександр Корнієнко
- Мергій Чернієнко
- Олександр Хаджинов
- Володимир Петров
- Володимир Гонський
- Владислав Гриневич
- Денис Іванов
- Мохаммад Захур
- Віра Семененко
- Євген Чичваркін
- Красимір Янков
- Дмитро Борисов
- Наталія Якимович

## Власність
Радіо входить до холдингу «Мультимедіа інвест груп», до якого також входять також телеканал UBR, щоденна газета «Вєсті», щотижневий журнал «Вєсті. Репортер» і сайт vesti-ukr.com.